# 2020年夏季奥林匹克运动会南苏丹代表团
2020年夏季奥林匹克运动会南苏丹代表团派出两名运动员，参加因2019冠状病毒病疫情而延期至2021年举办的第32届夏季奥林匹克运动会。这是南苏丹国家奥林匹克委员会在2015年加入国际奥林匹克委员会后，第二次参加夏季奥运会，首次是2016年奥运会。队伍所有运动员都参加田径项目，分别是亚伯拉罕·盖姆和露西雅·莫里斯，其中盖姆担任开幕式和闭幕式旗手。南苏丹在此次奥运并未获得任何奖牌，参赛的两名选手皆在预赛遭淘汰出局。

## 背景

### 备战和目标
2020年东京奥运是南苏丹自2011年独立，及2015年成为国际奥林匹克委员会成员国后所参加的第2届奥运。南苏丹在2018年便开始备战东京奥运会，南蘇丹國家奧林匹克委員會主席朱马·斯蒂芬·卢加（Juma Stephen Lugga）表示该国会争取取得比上届比赛更好的成绩，并继续发掘更多年轻运动员，为未来做打算。

### 日本之行与后勤支持
該國有4名選手和1名教練於2019年底就抵達日本備賽，群马县提供给这些运动员2000万日元住宿费用，之后前往前桥市，并在当地的体育公园进行训练。後來因疫情影響，奧運會延期一年舉行。由於南蘇丹仍在內戰，代表團難以返國而滯留日本，負責接待的群馬縣前橋市因此發動募款，募到了3100萬日元，供代表團滯留期間的開銷，並代為向法務省申請延長簽證。代表團在此段期間除了與日本運動員一起訓練，還學習日語、電腦操作等活動，并教授日本学生英语。除此之外，优衣库和美津浓赞助了代表团的体育用品和运动鞋，日本的田径教练也为代表团制定了训练计划。前桥市牙科协会还为代表团提供免费的口腔护理。
国际协力机构理事长北冈伸一在2020年12月抵达前桥市后为南苏丹代表团加油打气，并赠送他写的书《独立自尊—福泽谕吉的挑战》（Self-Respect and Independence of Mind - the Challenge of FUKUZAWA Yukichi），这本书讲述了福泽谕吉在明治维新的贡献。南苏丹副总统丽贝卡·尼安登·德马比奥在2021年7月下旬访问日本并出席奥运开幕式，期间日本首相菅义伟表示希望在日训练的南苏丹代表团能够发挥最佳水准，尼安登也对日方为该国提供的帮助表示感谢。

### 奥运期间
奥运开始后，亚伯拉罕·盖姆担任开幕式和闭幕式旗手。在开幕式上，除了奥运发源地希腊、东道主日本、2024年奥运会主办国法国和2028年奥运会主办国美国外，其余队伍皆是按照五十音顺入场，因此南苏丹排在180位，处在南非和缅甸（ミャンマー）之间。除了盖姆和莫里斯外，还有四名南苏丹运动员以难民身份参赛。

### 后续
奥运结束后，南苏丹队成员继续留在日本，直至2021年8月底才離開。这特殊的经历让前桥市决定在2024年巴黎奥运会开始前的每六个月接收一名南苏丹运动员，以维持和该国的关系。2022年，盖姆收到日本运动员安成楠邀请重返日本加入茨城县阿见町的鲨鱼队备战巴黎奥运会。

## 参赛人数
以下是南苏丹在本届奥运会的参赛人数。
| 项目 | 男子 | 女子 | 总计 |
| ---- | ---- | ---- | ---- |
| 田径 | 1    | 1    | 2    |
| 总计 | 1    | 1    | 2    |

## 田径

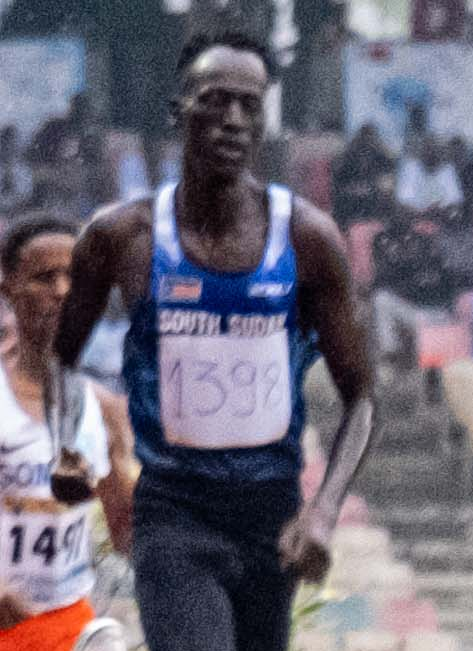
亚伯拉罕·盖姆照片

南苏丹有两名田径运动员获得奥运资格，其中盖姆参加男子1500米，莫里斯则参加女子200米。两人未能凭借自身实力达标，但都因获外卡邀请而得以参赛。
两人都是首次参加奥运会。其中蓋姆在预赛中以3:40.86秒的个人最好成绩在同组的16名选手中排名13，未能晋级半决赛。莫里斯则在预赛中跑出25.24秒的成绩，在同组7名选手中排名第6，同样未能晋级半决赛。盖姆在赛后受访时表示他十分享受这场比赛，并在这场比赛中竭尽全力。两人还感谢来自南苏丹粉丝的支持信。
注
- 径赛运动员的非决赛阶段排名是该运动员所在小组的排名，而非总排名
- Q = 直接晋级至下一轮
- q = 径赛：因在所有未直接晋级选手中成绩靠前而获得剩下的晋级名额；田赛：未达到晋级标准成绩但总排名靠前
- PB = 个人最好成绩

径赛和公路赛
| 运动员        | 项目       | 预赛       | 预赛 | 半决赛 | 半决赛 | 决赛   | 决赛   |
| 运动员        | 项目       | 成绩       | 排名 | 成绩   | 排名   | 成绩   | 排名   |
| ------------- | ---------- | ---------- | ---- | ------ | ------ | ------ | ------ |
| 亞伯拉罕·蓋姆 | 男子1500米 | 3:40.86 PB | 13   | 未晋级 | 未晋级 | 未晋级 | 未晋级 |
| 露西雅·莫里斯 | 女子200米  | 25.24      | 6    | 未晋级 | 未晋级 | 未晋级 | 未晋级 |